# Betty Harte
Betty Harte (de son vrai nom Daisy Mae Light) est une actrice américaine, née le 13 mai 1882 à Lebanon (Pennsylvanie) et morte le 3 janvier 1965 à Sunland (Californie).

## Filmographie partielle
- 1908 : Rip Van Winkle
- 1908 : Damon and Pythias d'Otis Turner
- 1908 : The Spirit of '76
- 1909 : The Stampede
- 1909 : The Leopard Queen
- 1909 : In the Badlands
- 1909 : In the Sultan's Power
- 1909 : On the Little Big Horn or Custer's Last Stand
- 1909 : The Christian Martyrs
- 1909 : Pine Ridge Feud
- 1909 : The Tenderfoot
- 1909 : On the Border
- 1909 : Boots and Saddles
- 1909 : Up San Juan Hill
- 1910 : In the Great Northwest
- 1910 : The Roman
- 1910 : The Common Enemy
- 1910 : Justinian and Theodora
- 1910 : Across the Plains de Francis Boggs
- 1910 : Pride of the Range de Francis Boggs
- 1910 :  Courtship of Miles Standish de Otis Turner
- 1910 : Davy Crockett
- 1911 : Blackbeard
- 1911 : Old Billy
- 1911 : An Evil Power
- 1911 : The White Medicine Man
- 1911 : A Sacrifice to Civilization
- 1911 : Range Pals
- 1911 : The Still Alarm
- 1911 : Their Only Son (+ scénario)
- 1911 : Told in the Sierras
- 1911 : The Herders
- 1911 : Where There's a Will, There's a Way
- 1911 : The Regeneration of Apache Kid
- 1911 : Shipwrecked
- 1911 : The Artist's Sons
- 1911 : The Profligate
- 1911 : The Blacksmith's Love
- 1911 : In the Days of Gold
- 1911 : Captain Brand's Wife
- 1911 : The Spy (+ scénario)
- 1911 : Slick's Romance
- 1911 : The Coquette
- 1911 : A Frontier Girl's Courage
- 1911 : The Little Widow
- 1911 : A Modern Rip
- 1911 : The Schoolmaster of Mariposa
- 1911 : A Romance of the Rio Grande
- 1911 : Through Fire and Smoke
- 1911 : How Algy Captured a Wild Man
- 1911 : The Bootlegger
- 1911 : It Happened in the West
- 1911 : The Heart of John Barlow
- 1911 : George Warrington's Escape
- 1911 : The Maid at the Helm
- 1911 : Making a Man of Him
- 1911 : Out-Generaled
- 1912 : The Ace of Spades
- 1912 : Bounder
- 1912 : Me an' Bill
- 1912 : The Coming of Columbus
- 1912 : A Reconstructed Rebel
- 1912 : Disillusioned
- 1912 : The Vision Beautiful
- 1912 : The Polo Substitute
- 1912 : An Assisted Elopement
- 1912 : The Fisherboy's Faith
- 1912 : His Wedding Eve
- 1912 : Her Educator
- 1912 : The Vintage of Fate
- 1912 : Kings of the Forest
- 1912 : The Junior Officer
- 1912 : A Child of the Wilderness
- 1912 : The Vow of Ysobel
- 1912 : The Substitute Model
- 1912 : The Girl and the Cowboy
- 1912 : The Man from Dragon Land
- 1912 : Getting Atmosphere
- 1912 : Brains and Brawn
- 1912 : The Danites
- 1913 : The Noisy Six
- 1913 : Bill's Sweetheart
- 1913 : Master and Man
- 1913 : An Indian Nemesis (it)
- 1913 : Hoodman Blind
- 1914 : The Pride of Jennico
- 1914 : A Woman's Triumph
- 1914 : The Next in Command
- 1914 : The Mystery of the Poison Pool
- 1914 : The Oath of a Viking
- 1915 : The Buzzard's Shadow
- 1916 : The Bait
- 1916 : The Man from Bitter Roots
- 1916 : The Heritage of Hate